# Arç groc

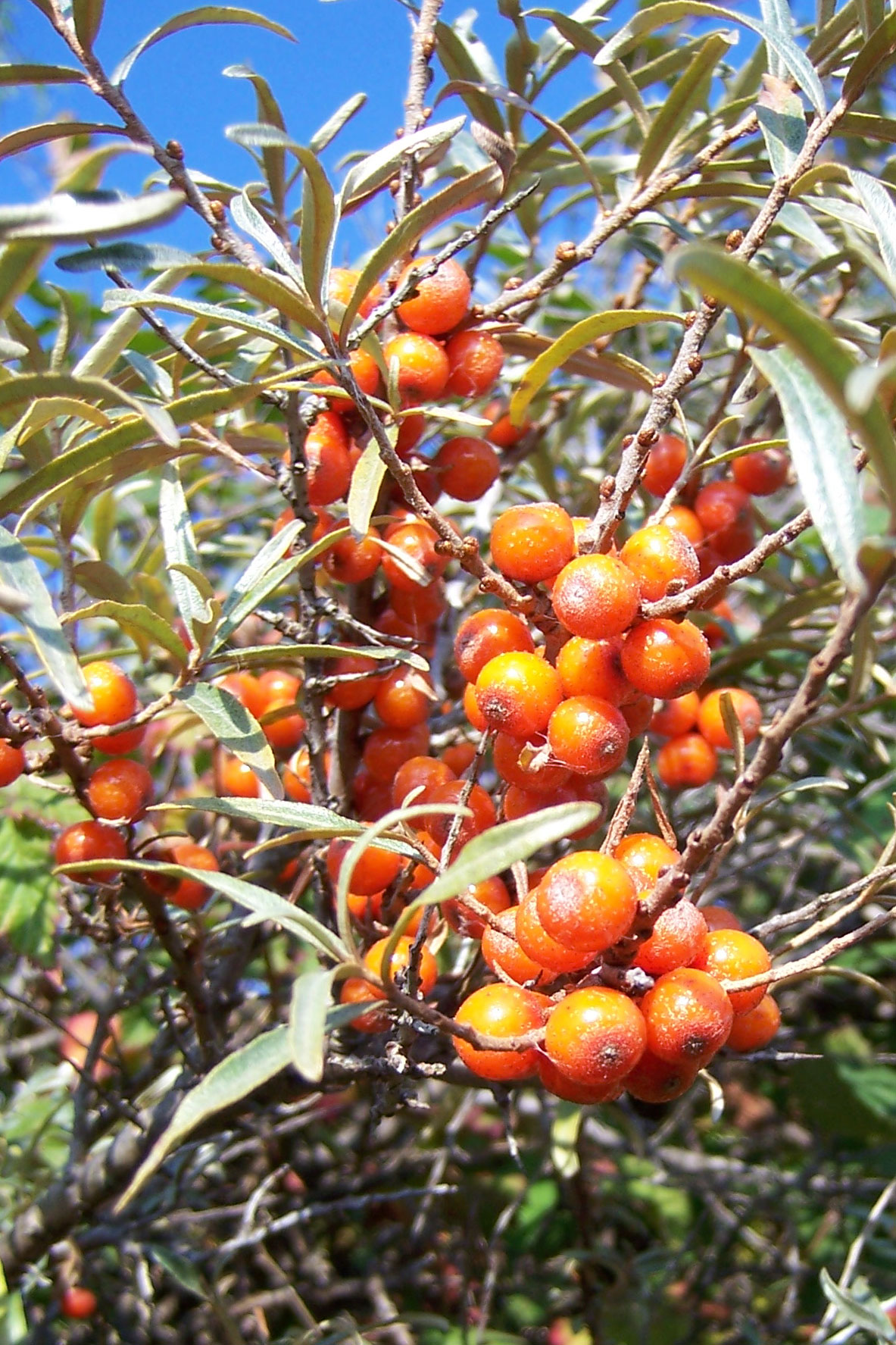
Fruits d'arç groc

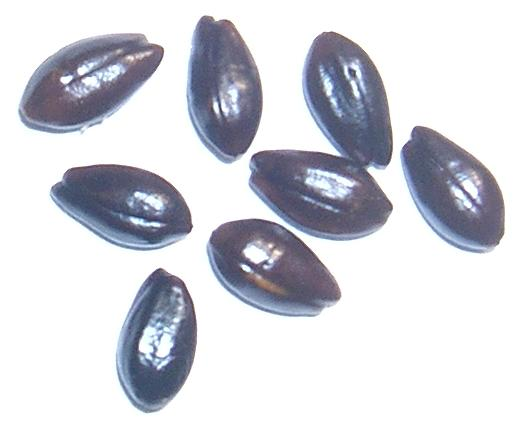
Llavors d'arç groc

L'arç groc o espí groc (Hippophae rhamnoides) és un arbust caducifoli que normalment es troba prop de la costa europea de Noruega a la península Ibèrica i fins al Japó.
Les seves branques són denses i molt espinoses. Les fulles són lanceolades de 3 a 8 cm de llarg i menys de 7 mm d'ample. És una planta dioica amb peus mascles i femelles separats. Floreix a l'abril i el fruit resultant és comestible i molt nutritiu en vitamina C.
Dels fruits se'n fa un oli medicinal de qualitat per al tractament del cor. A causa de l'alt contingut en vitamina C, els fruits també s'utilitzen per al tractament de l'escorbut i altres infeccions com constipats. Habitualment, es consumeix en forma de te, xarop i suc.